# João Portocorreiro

Brasão de Armas da Casa de Portocarrero

João Portocarreiro (1519-1544) foi o IX Senhor de Moguer e Marquês de Villanueva del Fresno.
Obtive em 1530 o título de Marquês de Villanueva del Fresno e de Grandes de Espanha por serviços prestados ao rei Carlos V.
Figura em oitavo lugar num total de 13 famílias com marquesado, com uma renda de 20 000 ducados.
Acrescentou ao seu património em 1539 Villanueva de Barcarrota por compra, pelo que pagou 31 622 300 maravedies. Corria o ano de 1599 foi-lhe concedido um novo Brasão de Armas pelo rei Filipe III de Espanha.
O sepulcro de João Portocarreiro e de sua esposa, Maria Osório encontram-se no Mosteiro de Santa Clara de Moguer.

## Relações familiares
Foi filho de Pedro Portocarrero (? - 1519) e de Joana Cárdenas. Casou com Maria Osório de quem teve:
1. Pedro Portocarreiro que foi herdeiro da Casa de Moguer de que foi o X Senhor. Foi também o II Marquês de Villanueva del Fresno. Sucedeu assim a seu pai, João Portocarreiro no controlo da Casa de Portocarreiro entre 1544 e 1557. Faleceu sem deixar filhos facto que levou a que a casa e senhorios passassem para o seu irmão Alonso Portocarreiro.
2. Alonso Portocarreiro foi o sucedâneo do irmão, após a morte deste na casa de Casa de Portocarrero.